# Фірлюк сомалійський
Фірлюк сомалійський (Mirafra somalica) — вид горобцеподібних птахів родини жайворонкових (Alaudidae). Ендемік Сомалі.

## Опис
Довжина птаха становить 17-18 см, з яких від 5,8 до 7,2 см припадає на хвіст. Довжина дзьоба становить 23-29 мм. Середня вага птаха становить 43-50 г. Виду не притаманний статевий диморфізм.
Верхня частина тіла поцяткована рудувато-коричневими смугами. Нижня частина тіла білувата або оїриста, груди рудуваті, поцятковані чорними смужками. Над очима світлі "брови". Крила і хвіст охристі або рудувато-коричневі. Крайні стернові пера білі.

## Підвиди
Виділяють два підвиди:
- M. s. somalica (Witherby, 1903) — північне Сомалі;
- M. s. rochei Colston, 1982 — центральне Сомалі.

## Поширення і екологія
Сомалійські фірлюки є ендеміками Сомалі. Вони живуть в саванах і прибережних районах. Це осілий вид птахів на всьому ареалі.

## Поведінка
Сезон розмноження триває з червня по вересень. Гніздо розміщується на землі, накривається додатковим "куполом" з трави. В кладці 3-4 яйця. Вони білуваті, поцятковані коричневими і рудувато-коричневими плямками.